# Vláda Liz Trussové
Vláda Liz Trussové byla v září a říjnu 2022 vládou Spojeného království většinového charakteru. Vedla ji Liz Trussová, kterou britská královna Alžběta II. jmenovala premiérkou 6. září 2022 netradičně na skotském zámku Balmoral. Trussová se stala třetí ženou v tomto úřadu po Margaret Thatcherové a Therese Mayové, jakožto nová vůdkyně Konzervativní strany. Nahradila tak Borise Johnsona, jenž zastával obě funkce od července 2019. 
Královna Alžběta II. během své vlády jmenovala Trussovou v pořadí patnáctým a posledním premiérem. Dva dny poté, 8. září 2022, panovnice zemřela na zámku Balmoral. Na britský trůn usedl její prvorozený syn Karel III. Trussová se tak stala první hlavou kabinetu od Winstona Churchilla v roce 1952, sloužící pod více než jedním monarchou.
Po 44 dnech od uvedení do úřadu oznámila Liz Trussová 20. října 2022 rezignaci na premiérský úřad. O pět dní později vláda ukončila činnost, když premiérku vystřídal nový vůdce konzervativců Rishi Sunak. Vláda Trussové existovala jen 49 dní, nejkratší dobu v britské historii.

## Pozadí vzniku
V prosincových předčasných parlamentních volbách 2019 udrželi konzervativci absolutní většinu v Dolní sněmovně ziskem 365 ze 650 mandátů a pokračovali tak ve vládním angažmá zahájeném v roce 2010. Boris Johnson sestavil druhý kabinet, který ukončil činnost v září 2022 poté, co pod tlakem kritiky rezignoval na stranické vůdcovství a premiérský post.
Za pádem Johnsonovy vlády stála řada premiérových skandálů vedoucích k odchodu desítek vysokých úředníků a pěti ministrů. Mezi hlavní kauzy patřily klamání parlamentu a tzv. Partygate znamenající, že byl jako první premiér během výkonu funkce usvědčen z porušení zákona. Jeho nástupkyně Liz Trussová, do té doby ministryně zahraničí a ministryně pro ženy a rovné příležitosti, sestavila většinový kabinet složený opět z konzervativců a avizovala řešit největší ekonomickou krizi od druhé světové války snahou o prosazení daňových škrtů, receptu o který již usiloval její předchůdce.

## Rezignace Liz Trussové
V důsledku hluboké vládní krize oznámila premiérka Liz Trussová 20. října 2022 rezignaci na vůdcovství Konzervativní strany a premiérský úřad. Stalo se tak po 44 dnech od uvedení do funkce. Premiérka s vládou ukončily činnost 25. října po 49 dnech. Kabinet existoval nejkratší dobu v britské historii a překonal rekord vlády George Canninga z roku 1827 úřadující 118 dní do premiérova úmrtí na tuberkulózu. Časné odstoupení premiérky, vymykající se ostrovní politické tradici, znamenalo, že konzervativci museli vybrat jejího nástupce v řádu dní.

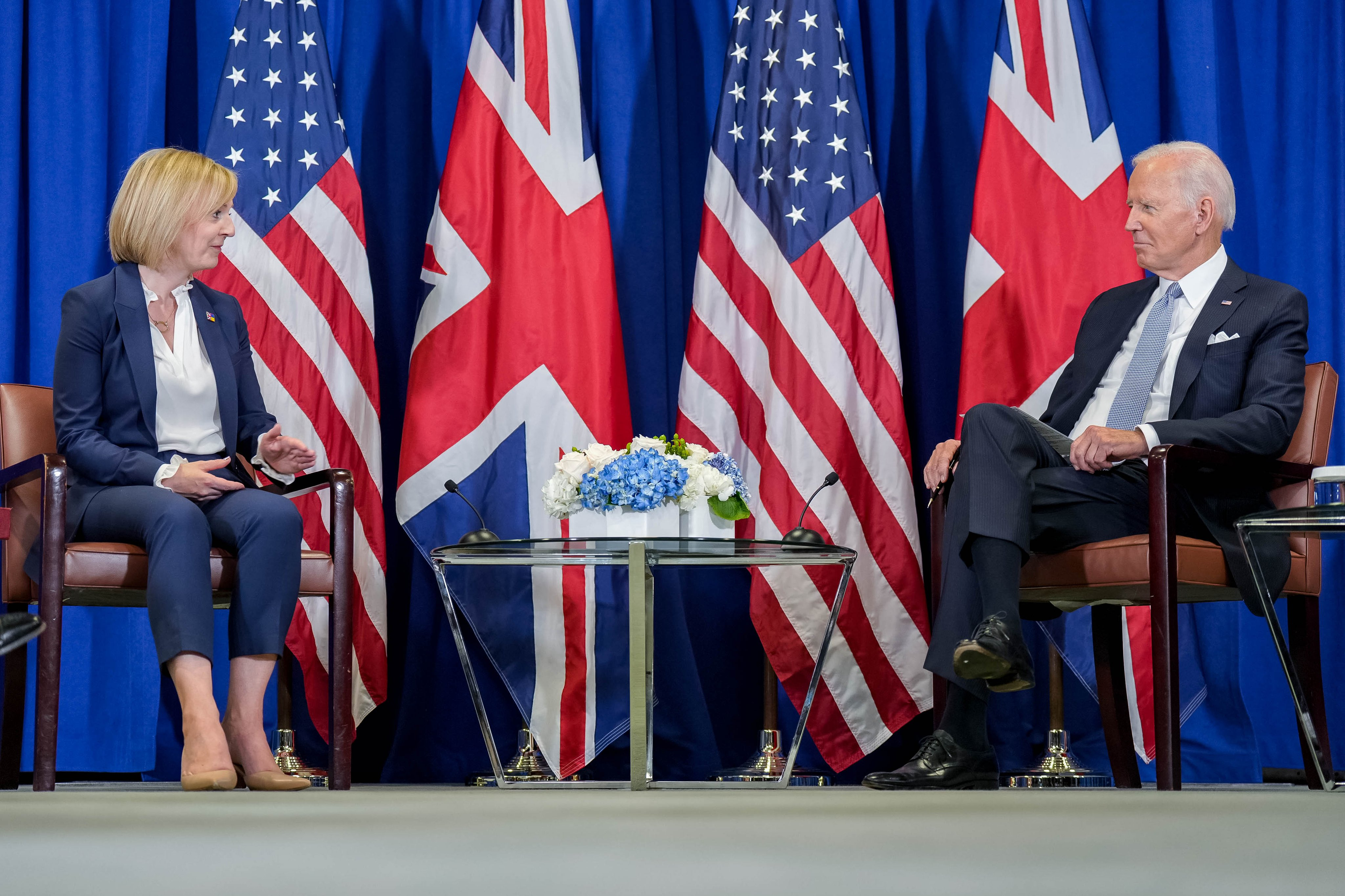
První ze dvou zahraničních cest v roli premiérky vykonala Trussová na newyorské zasedání Valného shromáždění OSN v září 2022, kde se střetla s americkým prezidentem Joem Bidenem. Druhou cestou byl říjnový první summit Evropského politického společenství v Praze.

Ztráta důvěry konzervativních poslanců v Trussovou postupně narůstala od převzetí úřadu kvůli zmatečné vládní politice. Po ohlášení souboru snížení daní ministrem financí Kwasim Kwartengem, bez ozřejmění, čím bude výpadek v rozpočtu kompenzován, zavládl od 23. září na daňových trzích chaos. Ztráta důvěry ze strany investorů vedla k masivnímu prodeji britských státních dluhopisů a oslabení libry. Centrální banka se proto rozhodla k výjimečné intervenci, aby zabránila krachu penzijních fondů v řádu hodin. Premiérčina politického spojence Kwartenga po 38 dnech ve funkci nahradil Jeremy Hunt, jenž avizoval upuštění od většiny slibovaných daňových škrtů. Pět dní po Kwartenově odchodu z vlády ji 19. října opustila také ministryně vnitra Suella Bravermanová, stojící v čele dalšího ze čtyř klíčových rezortů sdružených v Great Offices of State. Oficiálním důvodem se stalo nedodržení bezpečnostních pravidel, když odeslala úřední vládní dokument kolegovi v parlamentu z osobního e-mailu. BBC uvedla, že obsah rezignačního dopisu měl charakter politického útoku na Trussovou, se zjevným apelem na její odstoupení z funkce.
Podle britských médií včetně BBC měli narůstající odpor k Trussové konzervativní poslanci prezentovat ve sněmovně 19. října během hlasování o zakázu hydraulického štěpení, tzv. frakování, používaného při těžbě břidlicového plynu, jakožto faktické vyslovení nedůvěry. Konzervativní whipové, s úkolem vymáhat v parlamentu stranickou disciplínu a seznamovat poslance s doporučeným postojem při hlasování, je měli nutit hlasovat proti návrhu, jak požadovala vláda Trussové. V dolní sněmovně měl zavládnout chaos, zdali se skutečně jedná o vyjádření nedůvěry kabinetu, a hlavní whip konzervativců Wendy Mortonová se svým zástupcem Craigem Whittakerem po verbálních útocích poslanců rezignovat. To bylo následně dementováno. Labouristický návrh zákazu frakování neprošel poměrem 230 ku 326, když konzervativci dosáhli většiny 96 hlasů. Čtyřicet z nich přesto nehlasovalo v souladu s kabinetem, včetně Kwartenga a Theresy Mayové, a riskovalo vítězství labouristů.
Labouristický vůdce opozice Keir Starmer vyzval po rezignaci premiérky k předčasným parlamentním volbám, které by jeho strana přesvědčivě vyhrála. Podle průzkumů disponovali labouristé na konzervativce až 30% náskokem.

## Seznam členů vlády
| Členové vlády                                                                                 | Členové vlády           | Členové vlády | Členové vlády | Členové vlády | Členové vlády     | Členové vlády  |
| Úřad                                                                                          | Člen vlády              | Člen vlády    | Strana        | Strana        | Nástup do úřadu   | Odchod z úřadu |
| --------------------------------------------------------------------------------------------- | ----------------------- | ------------- | ------------- | ------------- | ----------------- | -------------- |
| Premiérka První lord státní pokladny Ministryně pro státní správu Ministryně pro Unii         | Liz Trussová            |               |               | Konzervativní | 6. září 2022      | 25. října 2022 |
| Vicepremiérka Ministryně zdravotnictví a sociální péče                                        | Thérèse Coffeyová       |               |               | Konzervativní | 6. září 2022      | 25. října 2022 |
| Ministr financí Druhý lord státní pokladny                                                    | Kwasi Kwarteng          |               |               | Konzervativní | 6. září 2022      | 14. října 2022 |
| Ministr financí Druhý lord státní pokladny                                                    | Jeremy Hunt             |               |               | Konzervativní | 14. října 2022    | 25. října 2022 |
| Ministr zahraničí, Commonwealthu a rozvojových záležitostí                                    | James Cleverly          |               |               | Konzervativní | 6. září 2022      | 25. října 2022 |
| Ministr vnitra                                                                                | Suella Bravermanová     |               |               | Konzervativní | 6. září 2022      | 19. října 2022 |
| Ministr vnitra                                                                                | Grant Shapps            |               |               | Konzervativní | 19. října 2022    | 25. října 2022 |
| Ministr spravedlnosti Lord kancléř                                                            | Brandon Lewis           |               |               | Konzervativní | 6. září 2022      | 25. října 2022 |
| Kancléř vévodství Lancaster Ministr pro mezivládní záležitosti Ministr pro rovné příležitosti | Nadhim Zahawi           |               |               | Konzervativní | 6. září 2022      | 25. října 2022 |
| Ministr obrany                                                                                | Ben Wallace             |               |               | Konzervativní | 24. července 2019 | 25. října 2022 |
| Ministr pro vyrovnání rozdílů mezi regiony, bydlení a komunity                                | Simon Clarke            |               |               | Konzervativní | 6. září 2022      | 25. října 2022 |
| Ministr hospodářství, energetiky a průmyslové strategie                                       | Jacob Rees-Mogg         |               |               | Konzervativní | 6. září 2022      | 25. října 2022 |
| Ministr pro COP26                                                                             | Alok Sharma             |               |               | Konzervativní | 8. ledna 2021     | 25. října 2022 |
| Ministryně pro mezinárodní obchod Předsedkyně obchodní rady                                   | Kemi Badenochová        |               |               | Konzervativní | 6. září 2022      | 25. října 2022 |
| Ministryně práce a důchodů                                                                    | Chloe Smithová          |               |               | Konzervativní | 6. září 2022      | 25. října 2022 |
| Ministr školství                                                                              | Kit Malthouse           |               |               | Konzervativní | 6. září 2022      | 25. října 2022 |
| Ministr pro životní prostředí, potraviny a záležitosti venkova                                | Ranil Jayawardena       |               |               | Konzervativní | 6. září 2022      | 25. října 2022 |
| Ministryně dopravy                                                                            | Anne-Marie Trevelyanová |               |               | Konzervativní | 6. září 2022      | 25. října 2022 |
| Ministr pro Severní Irsko                                                                     | Chris Heaton-Harris     |               |               | Konzervativní | 6. září 2022      | 25. října 2022 |
| Ministr pro Skotsko                                                                           | Alister Jack            |               |               | Konzervativní | 24. července 2019 | 25. října 2022 |
| Ministr pro Wales                                                                             | Robert Buckland         |               |               | Konzervativní | 6. září 2022      | 25. října 2022 |
| Ministryně digitalizace, kultury, médií a sportu                                              | Michelle Donelanová     |               |               | Konzervativní | 6. září 2022      | 25. října 2022 |
| Vůdce Sněmovny lordů Lord tajné pečeti                                                        | Nicholas True           |               |               | Konzervativní | 6. září 2022      | 25. října 2022 |
| Vůdkyně Dolní sněmovny Lord předsedkyně tajné rady                                            | Penny Mordauntová       |               |               | Konzervativní | 6. září 2022      | 25. října 2022 |
| Ministr bez portfeje Předseda strany                                                          | Jake Berry              |               |               | Konzervativní | 6. září 2022      | 25. října 2022 |
| Další účastníci zasedání vlády                                                                |                         |               |               |               |                   |                |
| Ministr úřadu vlády Hlavní pokladník                                                          | Edward Argar            |               |               | Konzervativní | 6. září 2022      | 25. října 2022 |
| Parlamentní tajemnice ministerstva financí Hlavní whip Dolní sněmovny                         | Wendy Mortonová         |               |               | Konzervativní | 6. září 2022      | 25. října 2022 |
| Nejvyšší státní zástupce pro Anglii a Wales Nejvyšší obhájce pro Severní Irsko                | Michael Ellis           |               |               | Konzervativní | 6. září 2022      | 25. října 2022 |
| Hlavní tajemník ministerstva financí                                                          | Chris Philp             |               |               | Konzervativní | 6. září 2022      | 25. října 2022 |
| Ministryně rozvoje (Ministerstvo zahraničí, Commonwealthu a rozvoje)                          | Vicky Fordová           |               |               | Konzervativní | 6. září 2022      | 25. října 2022 |
| Ministr pro bezpečnost (Ministerstvo vnitra)                                                  | Tom Tugendhat           |               |               | Konzervativní | 6. září 2022      | 25. října 2022 |
| Ministr pro ozbrojené síly a veterány (Ministerstvo obrany)                                   | James Heappey           |               |               | Konzervativní | 13. února 2020    | 25. října 2022 |
| Ministr klimatu (Ministerstvo hospodářství, energetiky a průmyslové strategie)                | Graham Stuart           |               |               | Konzervativní | 6. září 2022      | 25. října 2022 |